# Винительный падеж
Вини́тельный паде́ж (аккузатив, др.-греч. αἰτιατική, лат. casus accusativus) — падеж, которым в языках номинативно-аккузативного строя обозначается объект действия (прямое дополнение): рус. читаю книг-у, лат. libr-um lego. В языках эргативного строя винительного падежа нет, а в функции объекта выступает абсолютив (в другой трактовке — именительный падеж).
Название падежа в русском и во многих других языках является переводом с латинского accusativus, в свою очередь являющегося калькой с греческого названия др.-греч. αἰτιατική. В греческом это слово может значить «причинный» и «винительный». Римляне, научившиеся греческим грамматическим терминам, перевели это название как «винительный», хотя «причинный» было бы более соответствующим переводом.
Название восходит к древнегреческой грамматической традиции, где для соответствующего термина допустим также перевод «причинный падеж».
В естественных языках мира не известны двухпадежные системы, где винительный падеж противопоставлялся бы не-винительному; такая система есть только в плановом языке эсперанто (эсп. libro - mi legis libro-n). В вымышленном языке на’ви винительный падеж представлен наряду с именительным и эргативным падежами.
Во всех индоевропейских языках именительный и винительный падеж среднего рода совпадают. По современным взглядам, это стало следствием того, что праиндоевропейский язык на определённом этапе развития был языком активного строя, позже имена активного класса перешли в мужской и женский, а инактивного — в средний род.
В славянских языках, кроме древненовгородского диалекта, ещё в глубокой древности совпали также именительный и винительный падежи неодушевлённых существительных мужского рода склонения в единственном числе (стоит дом — вижу дом, но в древненовгородском Им. доме), затем в разные исторические периоды то же произошло у существительных склонения на -*i-feminina (кры [Им.] — кровь [Вин.] > кровь — кровь), во множественном числе всех склонений (в русском языке начиная с XIV века: доми [Им.] — домы [Вин.] > домы — домы). У одушевлённых существительных второго склонения и во множественном числе винительный совпал с родительным (рука брата — вижу брата, древнее вижу братъ), так же и у личных местоимений (меня, тебя, его, её, нас, вас, их). В современном русском языке единственный словоизменительный тип, в котором винительный падеж не совпадает ни с каким другим и имеет особую форму — это склонение существительных на -а, -я в единственном числе (рука — руку). Поэтому в русском языке винительный падеж является «морфологически слабо самостоятельным падежом», по терминологии А. А. Зализняка («Русское именное словоизменение»).
В чувашском языке винительный падеж, ввиду одинаковых падежных вопросов и падежеобразующих аффиксов, совпадает с дательным падежом.